# Seseli sondorii
Seseli sondorii är en flockblommig växtart som beskrevs av Minosuke Hiroe. Seseli sondorii ingår i släktet säfferötter, och familjen flockblommiga växter. Inga underarter finns listade i Catalogue of Life.